# Hyposypnoides flandriana
Hyposypnoides flandriana är en fjärilsart som beskrevs av Emilio Berio 1954. Hyposypnoides flandriana ingår i släktet Hyposypnoides och familjen nattflyn. Inga underarter finns listade i Catalogue of Life.